# Longfengqiao
Longfengqiao (kinesiska: 龙凤桥) är ett stadsdelsdistrikt i sydvästra Kina. Det ligger i stadsdistriktet Beibei  i storstadsområdet Chongqing, omkring 32 kilometer nordväst om det centrala stadsdistriktet Yuzhong.